# Хришћанство у Грузији
Хришћанство у Грузији исповеда данас 88,6 % грађана Грузије. Највећи број хришћана припада Грузинској православној цркви, око 2 % Руској православној цркви, 5,9 % Јерменској апостолској цркви и 2 % Римокатоличкој цркви.

## Од I до V века
Први проповедници хришћанства у Грузији били су Свети апостоли Андреј и Симон Кананит. Јеванђеље су овде ширили и многи прогнани хришћани Римског царства. Најпознатији од њих био је свети Климент Римски који је овде протеран од стране римског цара Трајана.
Касније хришћанство шире и мисионари, који углавном долазе из пограничних малоазијских хришћанских провинција и из Грчке.
Година 20-их IV века, захваљујући Светој Нини долази до масовног ширења хришчанства у Грузији.
Године 326. грузијски цар Миријан погласио је хришћанство за државну религију. Он је саградио Храм Христа Спаситеља у главном граду Иверије Мцхету, и по савету Свете Нине послао изасланство код цара Константина Великог, тражећи од њега да им пошаље епископа и свештенике. Цар Константин је послао у Грузију епископа Јована и грчке свештенике који су наставили проповед међу Грузинима.
Грузијска црква у то време је била под јурисдикцијом Антиохијске православне цркве. У другој половини IV века са грчког језика је на грузијски преведен већи део богослужбених књига.
Постепено, хришћанства почиње да се шири и међу Авхазима. Године 541. оснива се епархија у Питиунту (садашња Пицунда). У време прогона хришћана под царем Диоклецијаном у Питиунту су избегли мученици Орентије и његова шесторица браће. На путу ка Питиунту 407. године умро је свети Јован Златоусти.

## Под арапском и турском влашћу (VIII—XVIII век)
Од краја VIII века Северни Кавказ почиње да захвата талас арапских освајања. Византијско царство је било природни савезник хришћанских народа на Кавказу, против освајање муслимана. Међутим, године 736. арапски војсковођа Марван ибн Мухамеда са војском од 120.000 војника креће у освајање Кавказа. У периоду од 736. до 738. године његове трупе опустошиле су Јужну и Источну Грузију. Као резултат ових ратова интензивира се власт династије владара Авхазије - Западне Грузије. Ово је допринело уједињењу Јужне Грузије са Авхазијом у једно Западно-грузијско (Авхаско) царство. Паралелно са овим процесом у Авхазији се јавља и аутокефална авхаска црква. Највероватније се то догодило у време авхаског цара Георгија II (916—960). До краја IX века у богослужењу грчки постепено уступа место матерњем, грузијском језику.
Од 1010. до 1029. године у Мцхету — древној престоница Грузије — саграђен је величанствен храм „ Животворни Стуб“ посвећен дванаесторици апостола, које је од тада седиште грузијских патријарха.
За време владавине цара Давида IV Градитељa (1089—1125) коначно је дошло до уједињење Грузије. То је омогућило да дође и до црквеног уједињења.
На овај начин на прелазу из XI у XII век положај грузијске цркве се променио, сад је једна, више нема подела на западногрузијску и источногрузијску.
У XIII веку монголски Татари извршили су више похода на Грузију, од којих је највећи био поход Тимура Тамерлана 1387. године када су немилосрдно уништавани градови и села, а на стотине људи било убијено.
Под утицајем непрестаних освајања и политичких неприлика на прелазу из XIII у XIV век, долази до нарушавања поретка и у црквеном животу. Из састава јединствене грузијске цркве 1290. године иступа авхаски католикосат — он шири своју јурисдикцију у Западној Грузији. На територији Источне Грузије у исто време јавља се и Источногрузијски католикосат (седиште у Мцхету).
Турци и Персијанци су још више допринели лошем стању грузијске цркве. Током XVII и XVIII века периодично су организовали пљачкање и разорне нападе на територији Кавказа.
Године 1783. цар Карталински и Кахетински Ираклије II (Источна Грузија) и формално је прихватио покровитељство Русије над Грузијом. Као резултат преговора са Русијом, 1801. године цар Александар I издао је манифест по којем је Грузија (најпре Источна, а потом и Западна) коначно припојена Русији.
Пре присаједињења Грузије Руској цркви, грузијска црква имала је 13 епархија, седам епископа и 799 храмова.

## Под јурисдикцијом Руске православне цркве
После уједињења са Русијом, Грузијска православна црква у саставу руске постојала је као егзархија. Западно-грузијски патријарх Максим II (1776—1795) прелази 1795. године у Кијев, где и умире исте године. Од тада, јурисдикција над оба католикосата прелази у руке католикоса-патријарха Антонија II (1788—1810). Године 1810. одлуком Светог синода Руске православне цркве он је свргнут, а на његово место именован егзарх Грузије митрополит Варлаам (Еристави) (1811—1817).
Под окриљем руске цркве Грузијска православна црква је духовно оживела и стабилизовала духовни живот у Грузији: 1817. отворена је Духовна школа у Тифлису, а 1894. године Семинарија у Кутаиси. При епархијама су отваране женске школе, а школе су такође отваране и при парохијама.
Од 1860. године почиње објављивање часописа „Грузијски духовни гласник“ (на грузијском језику). Од 1886. до 1902. године на грузијском и руском језику излазио је двонедељни црквено-верски часопис „Пастир“. Од 1891. до 1906. године и од 1909. до 1917. године на руском и грузијском језику излазио је једном недељно званични црквени лист „Духовни весник грузијског егзархата “, а свештенство је морало да буде предплаћено за овај лист.
У Авхазији 70-их година XIX века почиње изградња малих камених и дрвених цркава и манастира. У исто време овде се захваљујући руским монасима са Свете Горе, оживљавање православно монаштво.
Проповедање хришћанства међу Чеченима, дагестанским и других кавкаским народа почело је у XVIII веку. Године 1724, Свети Јован манглиски донео је православље у Дагестану, и основао манастира Часног Крста у Кизлиару. На његову иницијативу основана је мисија коју је предводио архимандрит Пахомије, захваљујући којој су многи народи примили православље.
До почетка XX века грузијски егзархат је имао четири епархије, 1,2 милиона православних хришћана, више од 2 хиљаде храмова и око 30 манастира.
Од почетка револуционарних догађаја 1917. године и политичке кризе у руској држави, у Грузији се јавља жеља за политичком и црквеном независношћу, и 12. марта 1917. године недуго након свргавања царске власти у Русији, православни Грузијци одлучују да обнове аутокефалност своје цркве.
Као резултат тога, 1918. године долази до прекида молитвеном општењу између грузијске и руске цркве, који је трајао 25 година. Избором Сергија за патријарха московског и све Русије, католикосу-патријарху све Грузије Калистрату (Тсинтсадзе) (1932—1952) чинило се добрим разлогом за зближавање са Руском православном црквом, и решавање аутокефалности. Октобра 31. године 1943. дошло је помирења двеју цркава.

## Светитељи Грузије
Од светитеља грузијске православне цркве међу најпознатијима су: Света равноапостолна Нина (+ 335), прославља се 14. јануара, мученик Або Тбилиски (VIII век), Свети Иларион Чудотоврац (+ 882), аскета Давидо-гарџијског манастира, Свети Григорије, игуман Ханџијског манастира (+ 961), Свети Јевтимије Иверски (+ 1028), Света царица Кетеван, убијена 1624. године од руке персијског шаха Абаса. Од Мученика из новије историје, Грузијци веома поштују архимандрита и ученог богослова Григорија Перадзеа.